# Poetenkolleg

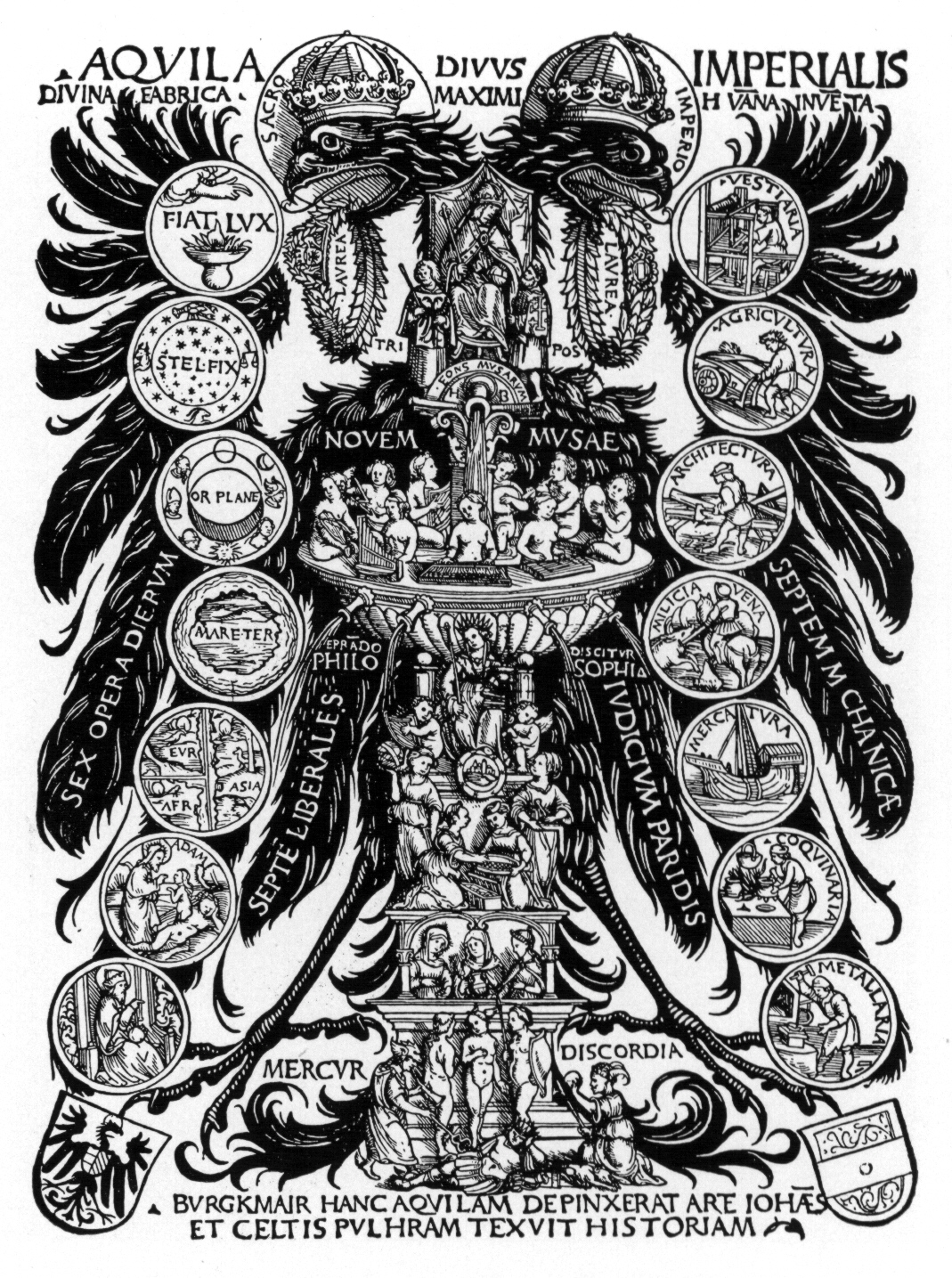
Águila heráldica imperial (Reichsadler) con alegorías del Collegium poetarum et mathematicorum (grabado de Hans Burgkmair el Viejo, ca. 1508). Las dos cabezas del águila bicéfala (que representa al Sacro Imperio Romano Germánico) sostienen sendas coronas poéticas. En el centro: arriba, el Emperador entronizado con dos figuras a sus pies ("tres poderes") y la fuente Hipocrene con las nueve musas; en medio, la Filosofía con las siete artes liberales; debajo, el juicio de Paris. A la izquierda, en siete medallones, las "seis obras de Dios" en los seis días de la Creación (el séptimo, descansó). A la derecha, en otros siete medallones, las artes manuales (industria textil, agricultura, arquitectura, caza, comercio, arte culinario y metalurgia). La inscripción de la parte superior (Aquila divus imperialis divina fabrica maximi humana inventa) hace referencia a la triple iconografía desplegada: el ámbito sobrenatural, el político y la capacidad humana para el progreso.

Poetenkolleg o Dichterkolleg (ambas expresiones significan "colegio de los poetas" en lengua alemana) era la denominación abreviada del Kolleg der Dichter und Mathematiker ("colegio de poetas y matemáticos"), en latín Collegium poetarum et mathematicorum; el colegio universitario fundado en 1501 por Maximiliano I de Habsburgo dentro de la Universidad de Viena, dirigida por Conrad Celtis, como una alternativa a la tradicional Facultad de Artes (Artistenfakultät) para promover los estudios humanísticos propios del Humanismo renacentista. Se organizaba en cuatro cátedras: Poética, Retórica y dos para disciplinas matemáticas y científicas. Los estudiantes que completaban sus estudios en este Colegio eran coronados como poetas.
En 1508, la muerte de Celtis, su iniciador y líder, puso al Poetenkolleg en una situación crítica, pero varios indicios apuntan a que continuó existiendo de forma independiente hasta su absorción por la Facultad de Artes en la reforma universitaria que realizó Fernando I en la década de 1530.

## Precedentes humanísticos en Viena
Ya en el siglo XV varios eruditos propusieron la implantación de "estudios humanísticos" en la Universidad de Viena. Para ello se valieron de sus contactos en la corte; como ejemplificó el humanista Enea Silvio Piccolomini ante el Emperador Federico III de Habsburgo, que le coronó como poeta laureatus. Piccolomini fue profesor invitado de la Universidad en 1445, antes de ser elegido Papa en 1458.
Los Habsburgo mantuvieron una conexión especial con la Universidad de Viena desde su fundación por Rodolfo I de Habsburgo. El Archiduque Maximiliano, hijo de Federico III, se propuso introducir el "moderno" humanismo en ella. En el año 1494 fundó y sufragó una cátedra de Derecho romano en la que puso al veneciano Girolamo Balbi, quien, como poeta laureado, también era considerado competente en poética; así que se le encargó enseñarla en la Facultad de Artes.
En la corte de Maximiliano se hallaban eminentes humanistas: Johann Fuchsmagen, Johann Krachenberger y Bernhard Perger. Ellos fueron los que, en 1497, recomendaron llamar a Konrad Celtis para enseñar poética y retórica en la Universidad de Viena.
Esta se encontraba todavía inmersa en la tradición escolástica; muy diferente de la orientación humanística, y no solo en el contenido. La Universidad se consideraba como una origanización independiente. Por el contrario, los humanistas recibían cátedras bien pagadas por el príncipe, lo cual, obviamente, suponía una dependencia de éste. A los poetas laureados se les consideraba en la práctica como forasteros privilegiados. El plan de estudios humanístico fue una imposición de los soberanos a la Universidad. Los humanistas llevaban un estilo de vida secular, mundano (weltlichen), mientras que en la tradición escolástica predominaban las formas clericales y monásticas. A veces se producían acalorados debates, en los que los humanistas idealizaban el latín clásico frente al "bárbaro latín de cocina" (Küchenlatein o latinitas culinaria -"latín de cocina", un concepto similar al de latinitas macaronica o latín macarrónico-) de los escolásticos.

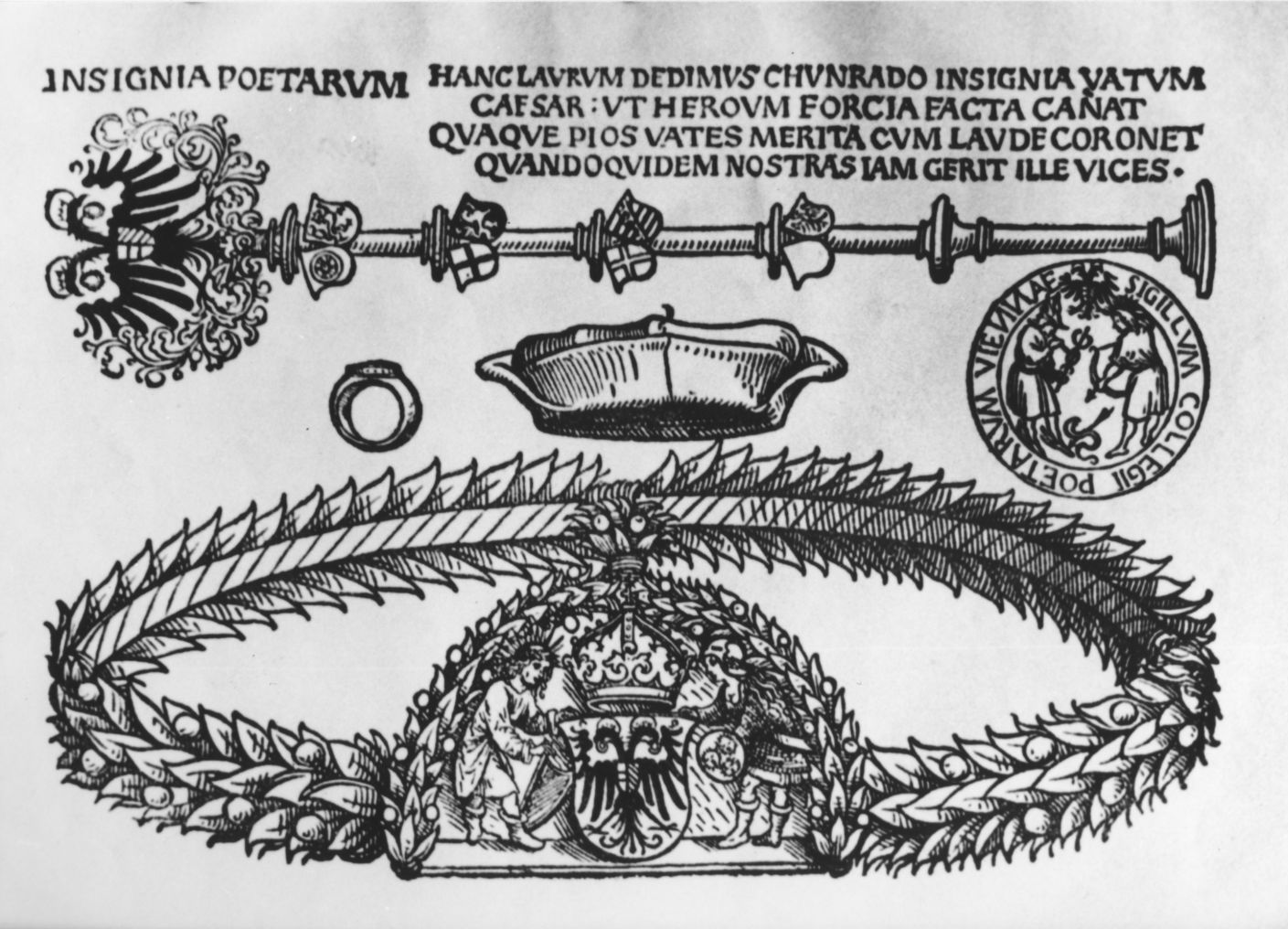
Grabado de Hans Burgkmair con las INSIGNIA POETARUM: cetro (con el águila bicéfala), corona de laurel (con el escudo imperial flanquedo por Apolo y Atenea), anillo, birrete y sello (SIGILLUM COLLEGII POETARUM VIENNAE, en el que se representan un personaje con el caduceo de Hermes y otro disparando flechas hacia su pie).

## Fundación y apertura
Por iniciativa de Konrad Celtis se fundó el Poetenkollegs como una "escuela humanística" (Humanistenschule). El texto latino, probablemente escrito por el propio Celtis, de la carta fundacional (Stiftbrief) firmada por el Archiduque Maximiliano el 31 de octubre de 1501 en Bolzano afirmaba que el objetivo de fundar tal Colegio era ampliar la Universidad („pro … universitatis nostrae augmento“), pero ni se lo designaba como facultad ni se le incluía en ninguna de las facultades, con lo que no se le daba una integración clara en las instituciones tradicionales existentes; lo que le daba una posición privilegiada y excepcional, fuera de la estructura docente, pero también dificulta la comprensión de su propia naturaleza institucional, que se ha venido haciendo por comparación con otras con mayor o menor similitud: Hochschule ("escuela superior"), Fakultät (como quinta facultad añadida a las cuatro existentes o futura cuarta facultad superior), Senats-Institut ("senado-instituto"), Akademie ("academia") o Magisterkolleg ("colegio de maestros").
La carta fundacional también especifica que el collegium poetarum tendría como función restaurar la elocuencia antigua, perdida a través de los siglos. Aunque la denominación extensa Collegium poetarum et mathematicorum aparece ocasionalmente, la denominación abreviada Collegium poetarum es la más usada en el texto, y también es la que aparece en el sello de plata que todavía se conserva; siendo clara la intención de Celtis de construir una institución multidisciplinar, con cuatro cátedras: dos de Poética y Retórica („in poetica et oratoria“) y otras dos "para disciplinas matemáticas“ („in mathematicis disciplinis“).
El Colegio se inauguró el 1 de febrero de 1502. Vincenz Lang pronunció un elogio (Panegyricus) de su fundador, Maximiliano I.
En su discurso, Lang explicita las intenciones del plan de estudios: el poeta (vates) está junto al orador (orator); el matemático transmite la obra de Euclides (sus Elementos -la geometría clásica-), la de Vitruvio (su De architectura) y la de Ptolomeo (que abarca la astronomía, la geografía y otras ciencias -incluso saberes hoy no tenidos por científicos, como la astrología-).

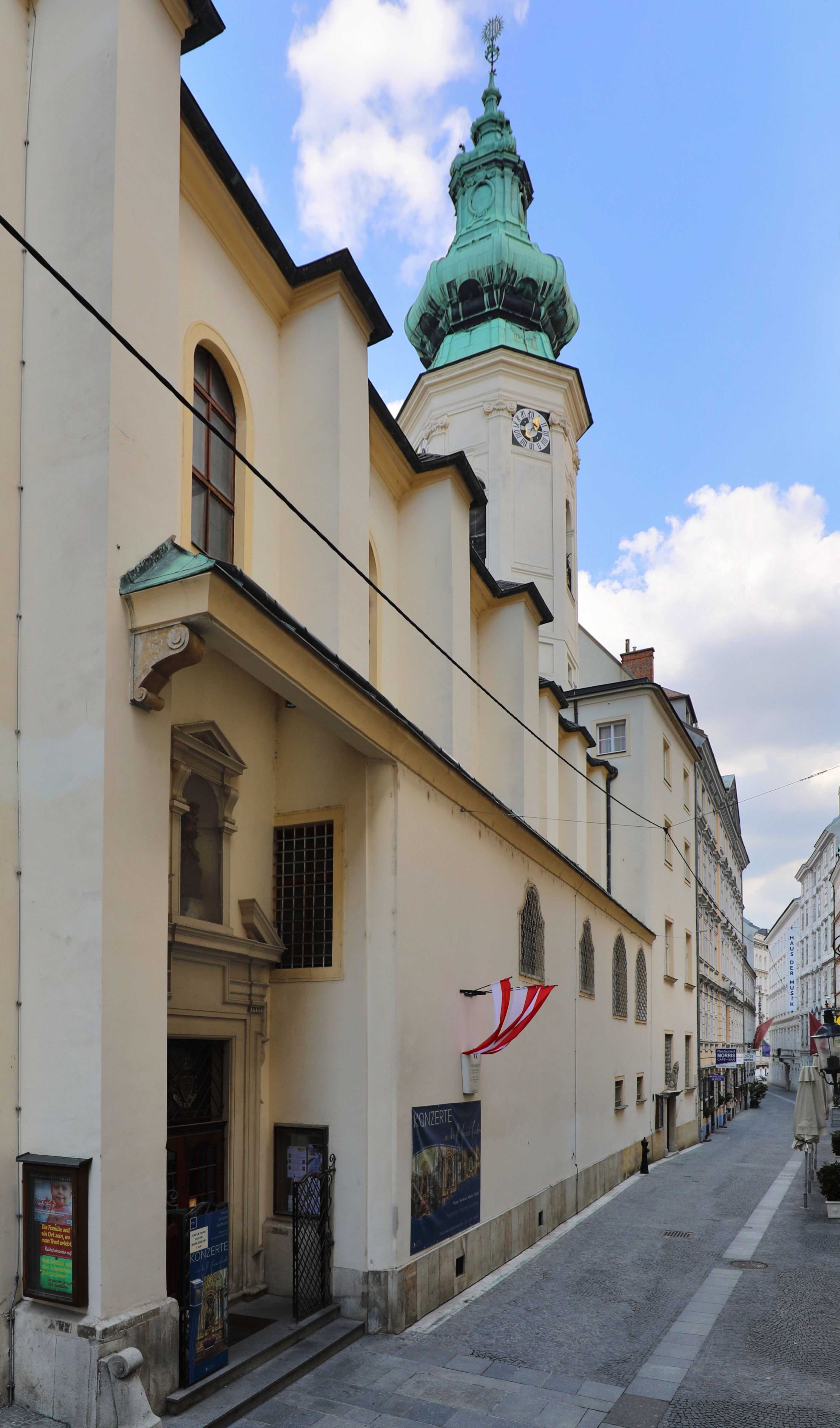
Aspecto actual de la calle donde se encuentra la Annakirche (Kapelle St. Anna en el periodo de funcionamiento del Poetenkolleg).

Las aulas y viviendas de los colegiales (tanto profesores como estudiantes) probablemente se encontraban en el Neubergerhof, cerca de la Universidad, junto a la capilla de Santa Ana (hoy Annakirche, en la calle Annagasse, cuyos edificios vecinos fueron donados en 1582 por el emperador Rodolfo II a los jesuitas, que en 1627-1629 los convirtieron en un noviciado jesuita, y la iglesia reconstruida en 1633).
Celtis, como director de la Junta del Colegio (Vorstand des Kollegs), tenía el derecho a coronar a los poetas durante la ceremonia de concesión del título de poeta laureatus. Sin embargo, no se sabe con certeza si un mayor número de estudiantes graduados fueron coronados. Solo hay testimonio registrado en algunos casos individuales: el de Johannes Stabius en 1502 o el de Thomas Resch (Velocianus) en 1504. En todo caso, tanto las características de la ceremonia como el uso mucho más frecuente de la denominación "poeta" que la de "matemático" parece indicar la especial importancia de las materias lingüísticas y que las disciplinas matemáticas y ciencias de la naturaleza eran consideradas más bien un complemento a la poética y la retórica.

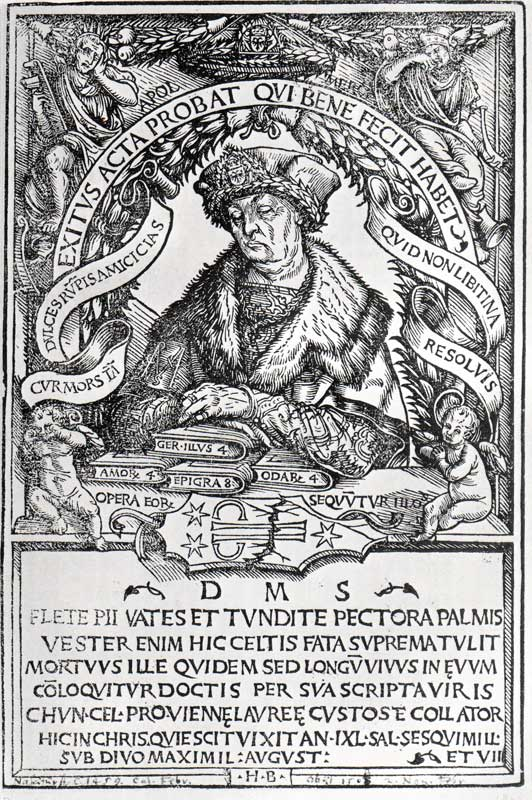
Retrato y elogio fúnebre de Celtis, en un grabado de Burgkmair.

En una xilografía de Hans Burgkmair se difundieron los objetivos del Poetenkolleg mediante iconografías alegóricas, en una segunda se reprodujeron sus insignias y en una tercera se retrata a Celtis junto a su elogio fúnebre; todas ellas fechadas en 1508, año de la muerte de Celtis (véanse en las ilustraciones de este artículo).
Los estudiantes del Colegio pertenecían a las familias de clase alta de la sociedad: nobleza, alto funcionariado y patriciado urbano. Algunos estudiantes llegaban con más edad que la que tenían sus profesores.
Simultáneamente al Poetenkolleg el mismo Celtis impulsó la Donaugesellschaft o Sodalitas litteraria Danubiana, un círculo literario informal del que participaban numerosos humanistas presentes en Viena, y que pretendía imitar las academias humanísti cas que había conocido Celtis en Italia (la de Marsilio Ficino en Florencia y la de Pomponio Leto en Roma). Los profesores y alumnos del Poetenkolleg eran en gran medida los mismos integrantes de la Sodalitas, o en todo caso tenían vínculos personales muy estrechos. Las reuniones de la Sodalitas, que solían realizarse por las tardes, se consideraban un buen complemento a las actividades académicas del Colegio, y más relajadas al realizarse en un entorno informal.

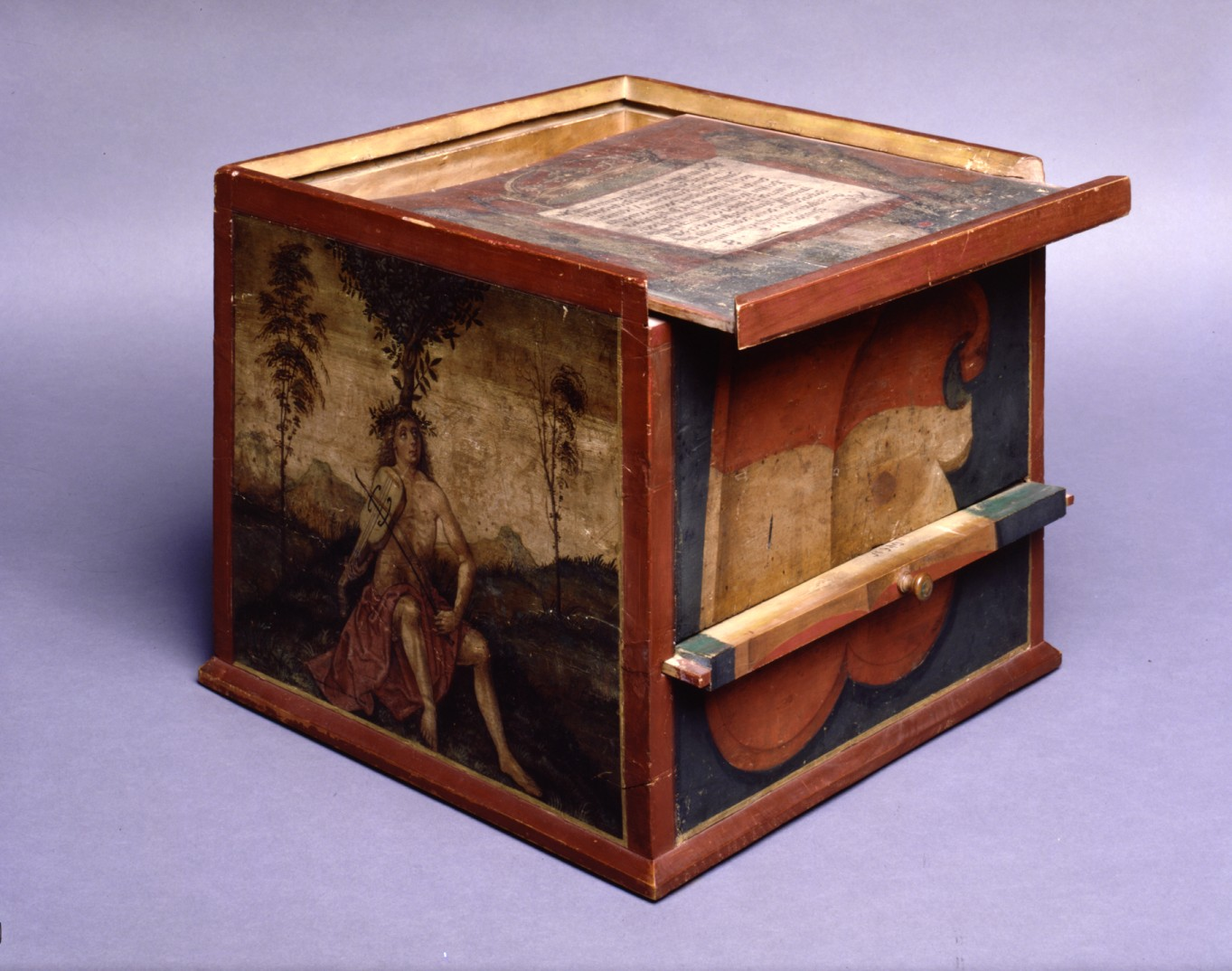
La llamada Celtiskiste ("caja de Celtis") en la que se guardaban las insignias del Poetenkolleg.

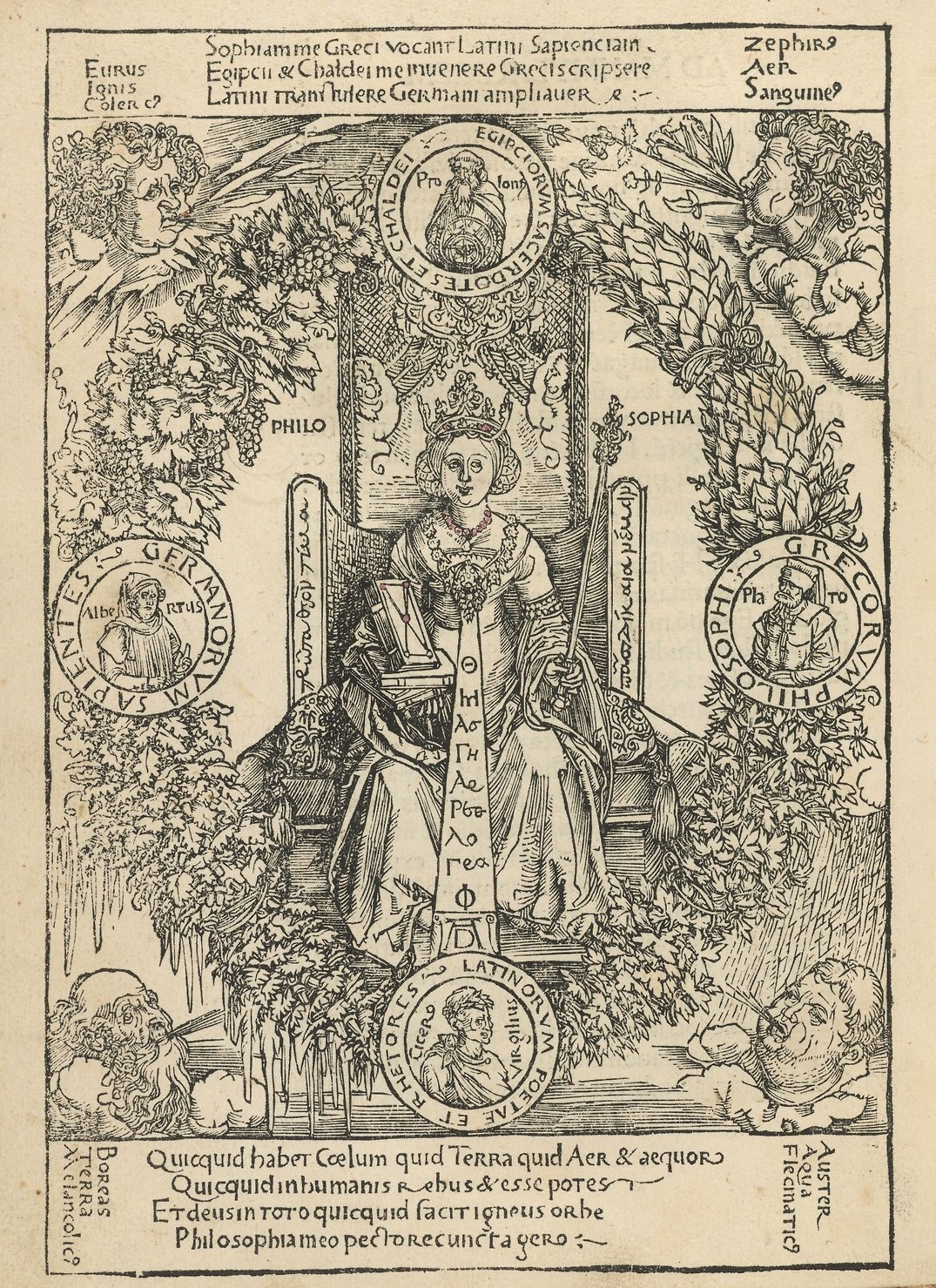
La Filosofía, entronizada, se representada rodeada de cuatro medallones que representan a egipcios y caldeos, griegos, latinos y (en último lugar, indicando que "la aumentan") alemanes; y las alegorías de cuatro vientos (identificados con los cuatro elementos y los cuatro humores) y las cuatro estaciones (en la corona vegetal que, al representar el paso del tiempo, puede sugerir tanto el progreso histórico entre unos y otros, como su condición cíclica -el retorno a los antiguos como superación del medioevo-). La xilografía está firmada con el monograma de Alberto Durero. Ilustración de la obra de Conrad Celtis Qvatvor libri amorvm secvndvm qvatvor latera Germanie feliciter incipivnt, publicada en Núremberg por la Sodalitas Celtica en 1502, un año después de la fundación del Poetenkolleg.

## Testamento de Conrad Celtis (1508)
Conrad Celtis murió el 4 de febrero de 1508. Pocos días antes, el 24 de enero, hizo testamento. El documento original se ha perdido, pero se han conservado dos copias. Celtis legó a la Universidad sus libros, las insignias del Poetenkolleg y el derecho a coronar poetas. Tales disposiciones parecen expresar una incertidumbre sobre la continuidad institucional del Colegio (que se había fundado con privilegios autónomos) en beneficio de la estructura universitaria tradicional (que inicialmente parecía estar destinado a subvertir).
Tras la muerte de Celtis, el mismo año de 1508 se construyó la llamada Celtiskiste ("caja de Celtis") para custodiar las insignias. La caja se conserva, pero de su contenido inicial lo único que subsiste es el sello (cuya denominación técnica es Typar), que actualmente se custodia en el Archivo de la Universidad de Viena.

## Materias y profesores
La nómina de profesores no se ha establecido con claridad, siendo la intervención de algunos solamente una suposición. Tampoco se ha podido establecer con precisión la duración de su presencia en la institución, así como las frecuentes vacantes en las cátedras.
En la cátedra de Poética el primer profesor fue Celtis († 1508) y en la de Retórica Vincenz Lang († 1502). Sus sucesores fueron probablemente Johannes Cuspinian († 1529) y Angelus Cospus. Joachim von Watt (Vadianus) fue profesor de Poética, quizá a partir de su coronación como poeta laureado en 1514; dejó Viena en 1518. En ese año fue sucedido por Philipp Gundel.
Celtis impartió clases hacia 1504 sobre la Geografía de Ptolomeo, a pesar de que tal tema parezca más cercano a las ciencias que a la poética. Se indicó que lo hacía en tres idiomas: griego, latín y alemán, cuando lo habitual en la enseñanza universitaria era no utilizar lenguas vulgares, sino clásicas.
Además se impartían clases (Fachlekturen) de disciplinas matemáticas y sus aplicaciones, como astronomía y cartografía. Los primeros profesores de estas disciplinas fueron probablemente Johannes Stabius († 1522) y Andreas Stiborius († 1515). Georg Tannstetter publicó una obra titulada Viri Mathematici en que aparecen citados, señalándose que Maximiliano les tenía en alta estima y que mantenía sus puestos para que dieran lecciones públicas de astronomía y matemáticas en Viena. Concretamente, de Stiborius dice que mantuvo su puesto enseñando matemáticas durante muchos años. Posiblemente Stabius enseñaba aplicaciones de las matemáticas, como la cartografía;. Aunque la denominación de sus cátedras fuera "matemáticas", se entendía de forma extensa, aplicándose a todo tipo de ciencias.
Originalmente se habían previsto dos cátedras de matemáticas para la Facultad de Artes. Hubo entonces disputas sobre ellas, probablemente porque Celtis pretendía asignarlas a su Colegio de poetas y matemáticos. En cualquier caso, hay poca evidencia en los archivos de la Falcultad de Artes que demuestre que tales materias se llegaron a impartir en ella. Eso es un posible indicio de que probablemente Celtis tuvo éxito en su pretensión. En cualquier caso, estas fueron probablemente las primeras cátedras de matemáticas que funcionaran en una universidad.
Se desconoce cuanto tiempo Stabius y Stiborius ocuparon sus cátedras. Tannstetter registra esto sobre los dos profesores posteriores que las ejercieron: él mismo ocupó una, que incluía la materia de astronomía, por nombramiento del emperador Maximiliano; y Johannes Fabricius fue su colega y profesor titular en la otra. En realidad, los libros de texto de Tannstetters que se imprimían para uso de los estudiantes, más que de matemáticas (en el sentido estricto que se le da en la actualidad a esa disciplina) trataban de astronomía (junto a la astrología). Fabricius posiblemente ya no impartía clases en enero de 1514. Stephan Rosinus de Augsburgo probablemente ocupó también una de las cátedras de matemáticas. Georg Tannstetter ocupó la suya probablemente entre 1510 y finales de 1528, siendo sucedido en ella por Johannes Vögelin († 1549). Andreas Perlach († 1551) ocupó una cátedra después de 1514.
Todas estas referencias a profesores que ocupaban cátedras e impartían materias propias del Poetenkolleg son argumentos a favor de la tesis que supone la continuidad de este Colegio más allá de la muerte de Celtis.

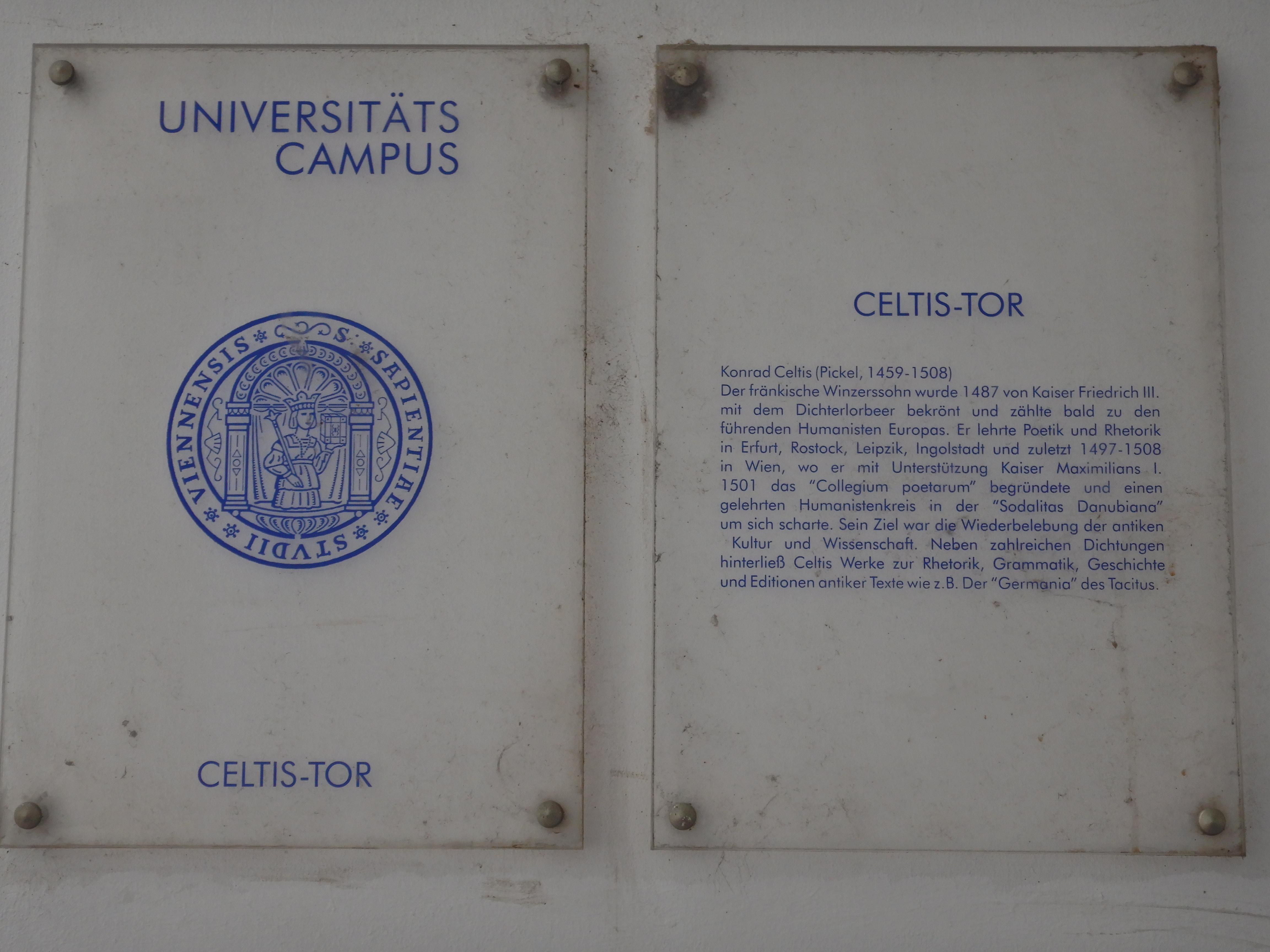
Celtis-Tor ("Puerta de Celtis"). Placa conmemorativa en la Universidad de Viena.
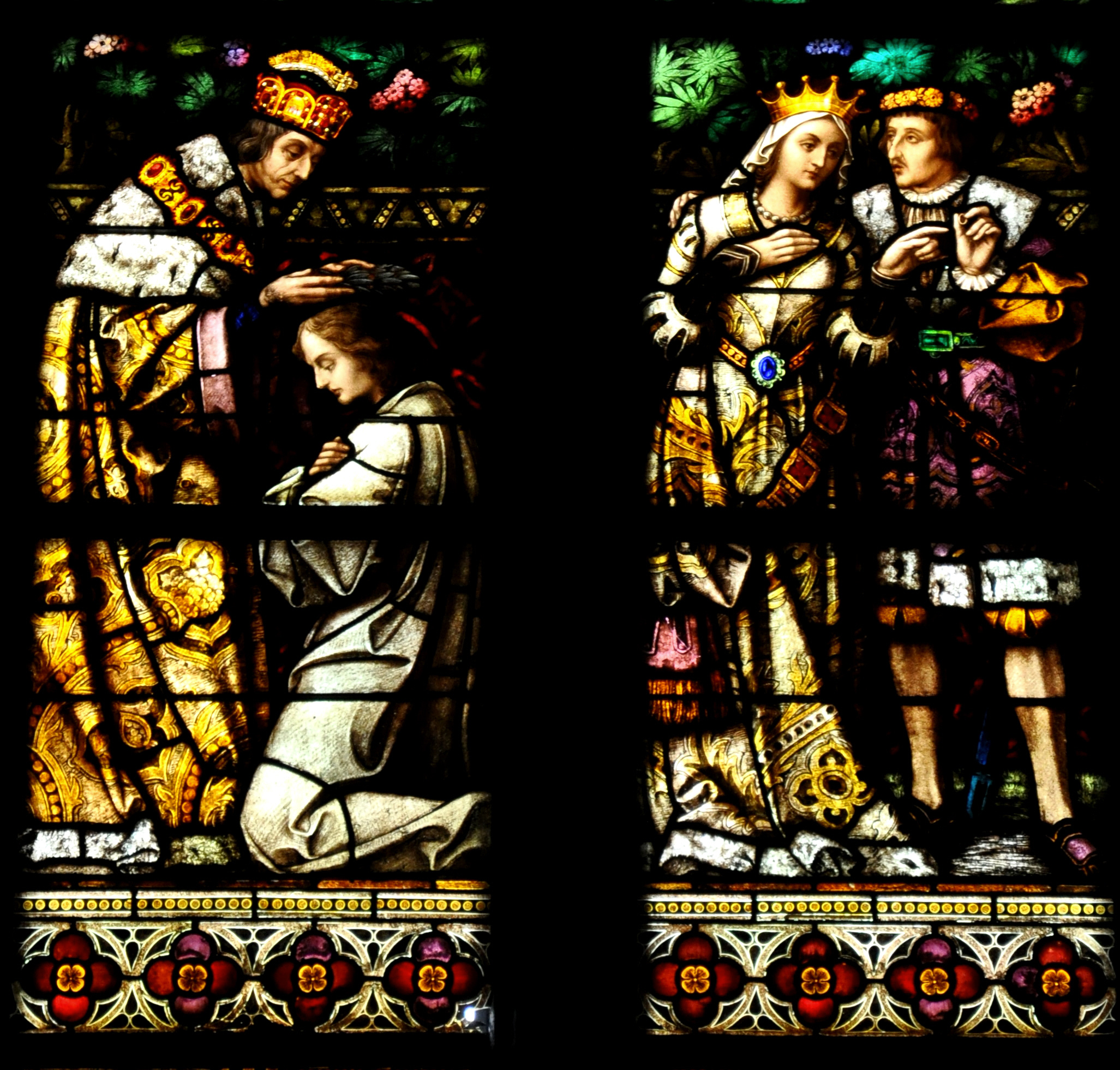
Vidriera de la catedral de Linz en la que se representa a Vincenz Lang siendo coronado como poeta laureado por Maximiliano I.
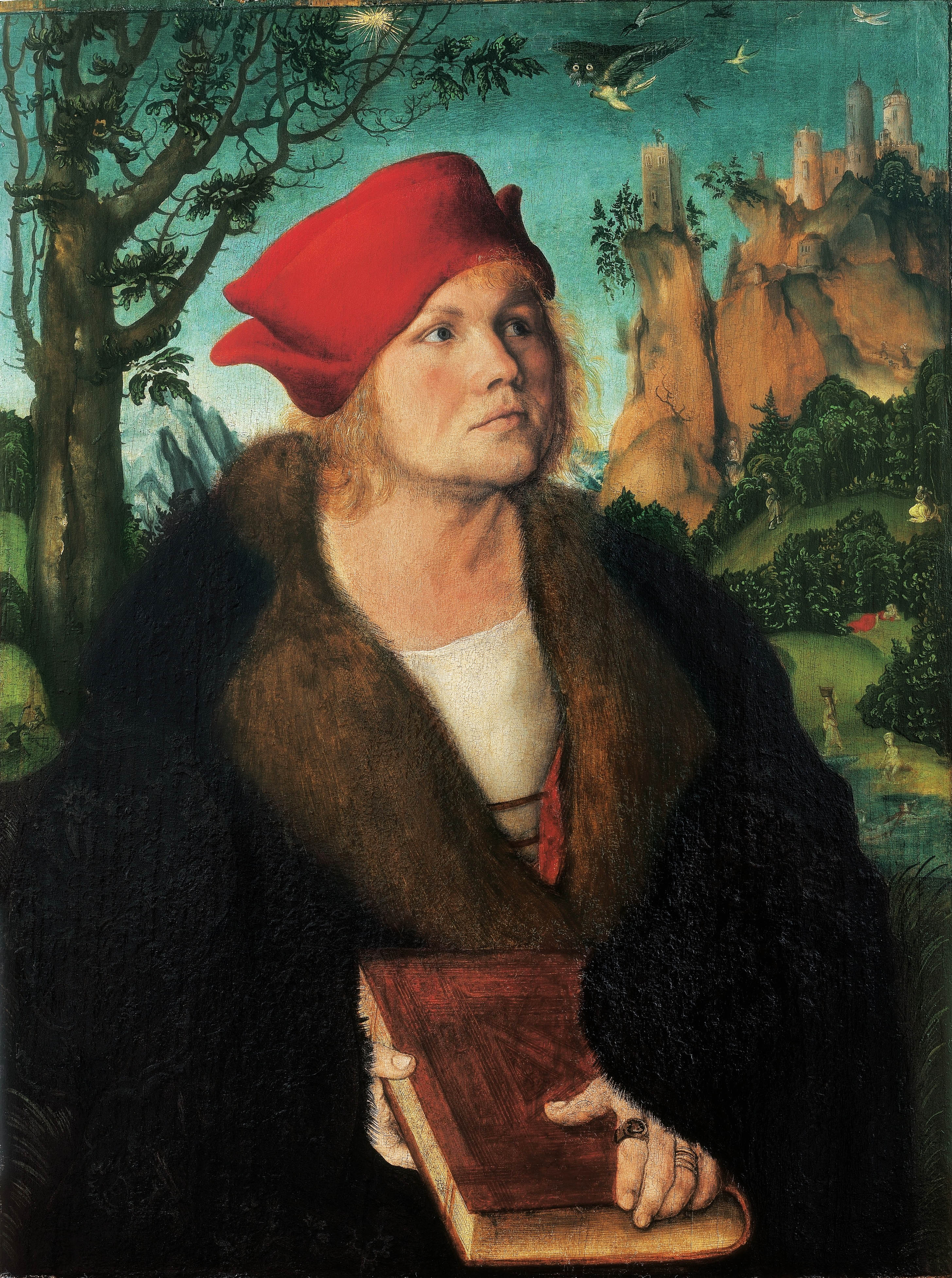
Cuspinian, por Lucas Cranach el Viejo (1503).
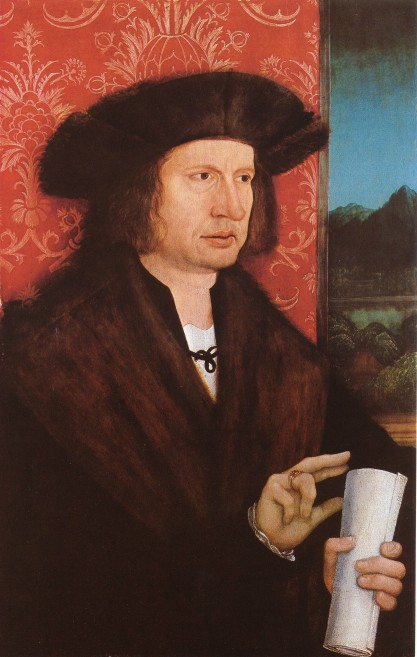
Georg Tannstetter, por Bernhard Strigel, (1515).
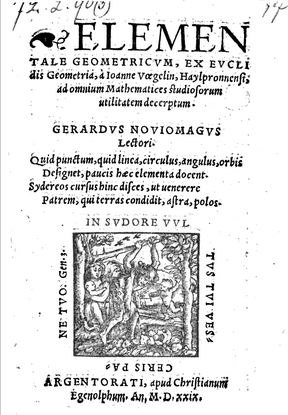
Elementale geometricum, ex Euclidis geometria, a Ioanhne Vogelin Haylpronnensi, ad omnium Mathematices studiosorum utilitatem decerptum, 1529.
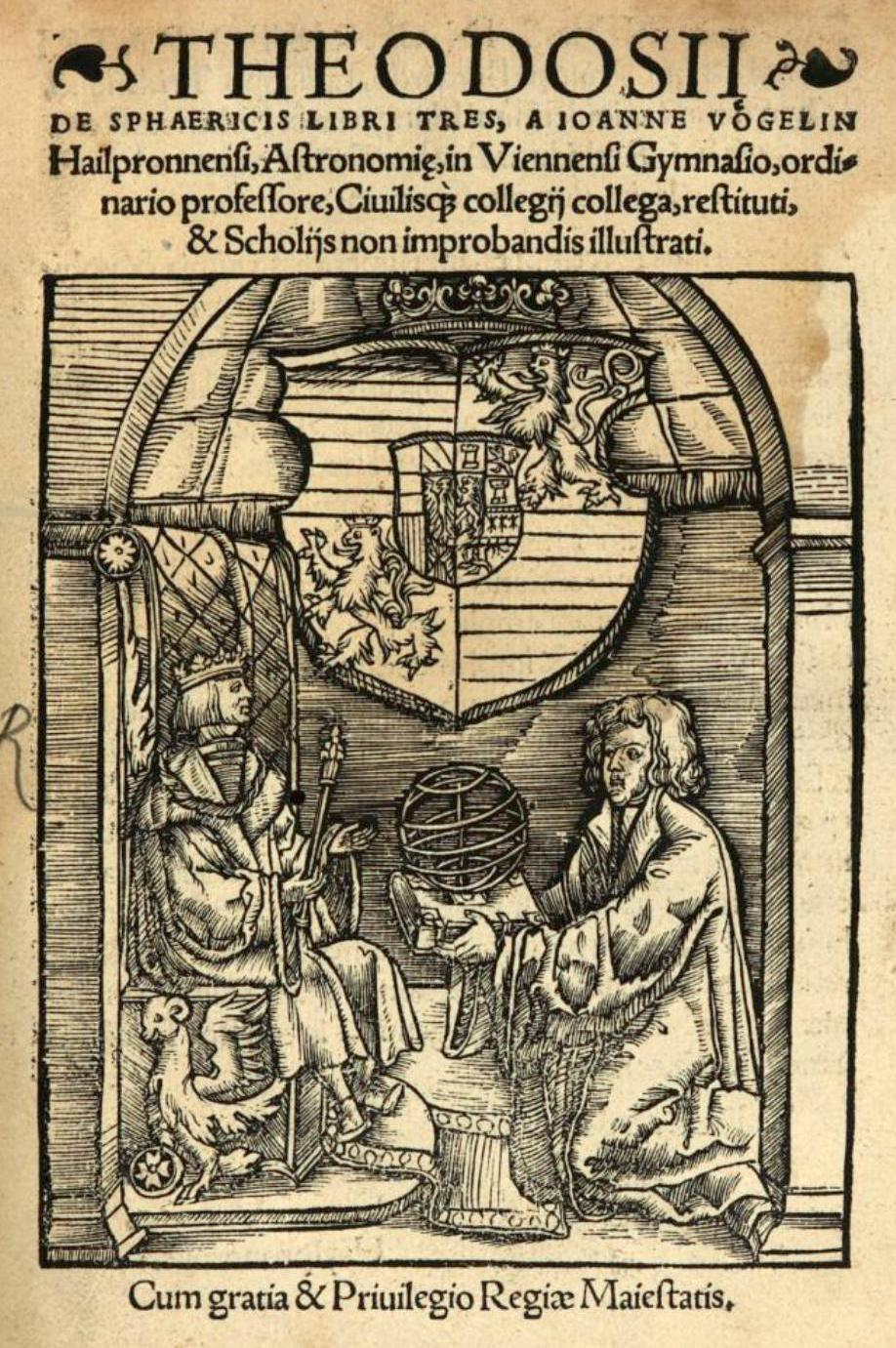
Esferas de Teodosio de Bitinia, 1529. Vögelin se presenta como "Hailpronnensi, Astronomie in Viennensi Gymnasio ordinario professore, Civilis collegii collega, restituti, et scholiis non improbandis illustrati".
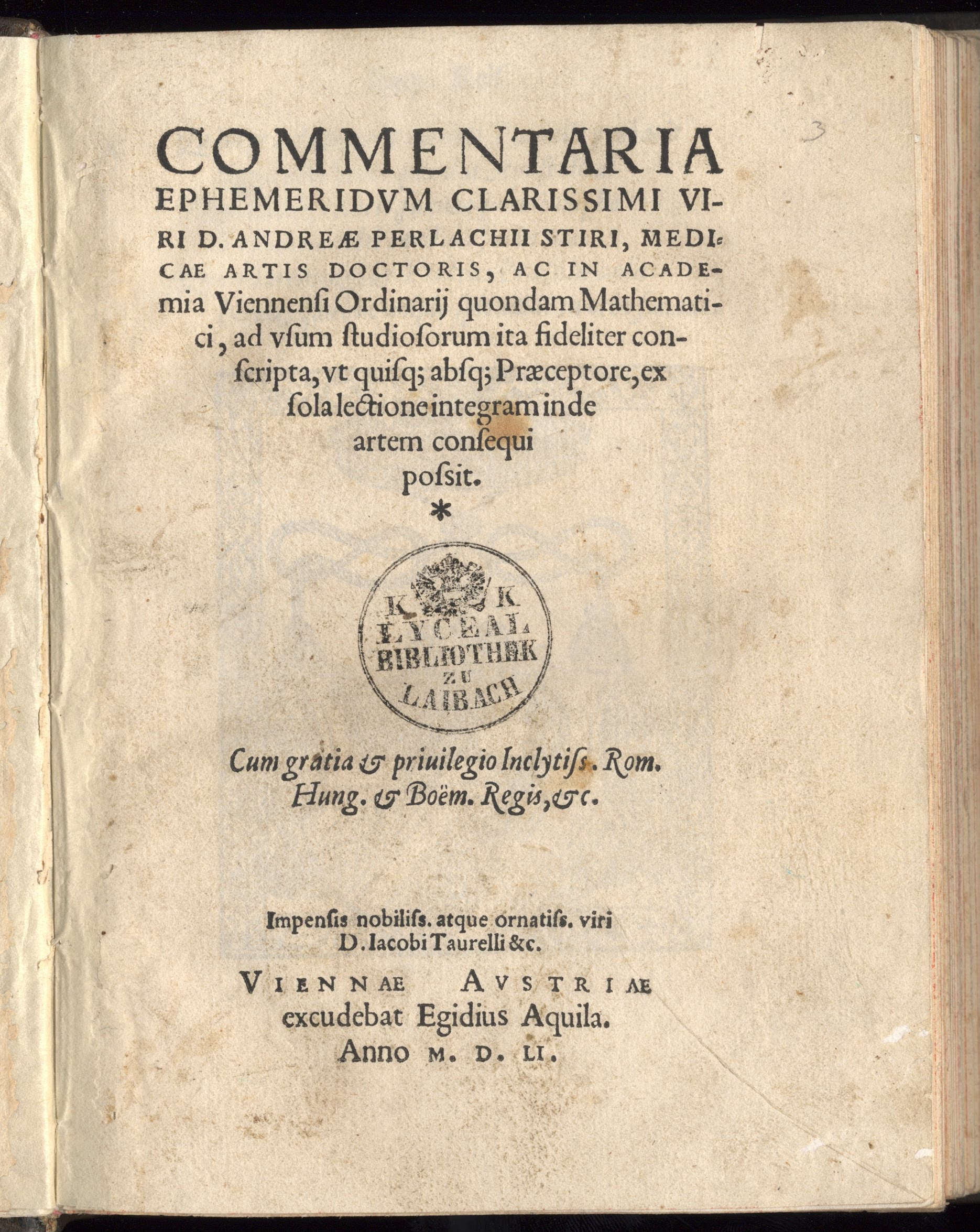
Commentaria ephemeridum, de Andreas Perlach, 1530. Se presenta como "In Academia Viennensi ordinarii quondam Mathematici..."

## Tesis de la permanencia hasta la década de 1530
La historiografía venía sosteniendo que el Colegio solo pervivió hasta la muerte de Celtis, por lo que solo habría mantenido activo durante unos pocos años, desde 1501 hasta la enfermedad de Celtis o como mucho hasta su muerte en 1508; pero últimamente se están encontrando nuevos indicios que sugieren una actividad más prolongada. A algunos profesores que impartían asignaturas correspondientes al programa humanístico se les siguió pagando, a pesar de que su aparición en los documentos de la Facultad de Artes es escasa (cosa que no debiera ser así si se les tuviera en cuenta en el reparto de los libros correspondientes).
En las primeras décadas del siglo XVI tuvo lugar un desarrollo sorprendente en la Universidad de Viena: el número de estudiantes aumentó, pero el número de los que alcanzaron el grado académico de bachiller (Bakkalarsgraduierungen) disminuyó en una cuarta parte entre entre 1510 y 1520.
La razón de ello podría ser que un número significativo de estudiantes acudían al Poetenkolleg, que no impartía grados tradicionales ni otorgaba títulos más allá de la coronación como "poeta".
Un Panegyris al emperador Maximiliano publicado en 1512 describe las materias de estudio de las cuatro facultades de la Universidad de Viena, comenzando por la de Artes, pasando por la de Jurisprudencia y terminando por la de Medicina. Antes de referirse a la de Teología, inserta una referencia a la Poesía y a la coronación de los poetas, indicando la fundación del Colegio por Maximiliano. El autor de este poema, Adrian Wolfhard de Transilvania, estudiaba en Viena desde 1509; y a pesar de ello, estaba familiarizado con la actividad del Poetenkolleg. Si, como es obvio, pretende elogiar a Maximiliano como protector de ciencias y letras, hubiera sido poco prudente incluir una institución que no existiera en ese momento y que hubiera tenido una vida tan breve, a pesar de haber sido fundada por el elogiado.
La década de 1520 supuso un dramático descenso del número de estudiantes en la Universidad de Viena. Probablemente también disminuyó la actividad del Poetenkolleg en ese periodo.
Bajo el Archiduque Fernando I se produjeron varios intentos de reforma universitaria. En la del año 1524 se cita literalmente al Colegio como „collegium pro poetica et oratoria“ indicando que "debe mantenerse firme en todos sus contenidos, puntos y artículos".
Eso parece indicar que en la época el Colegio se mantenía activo, y se pretendía que así siguiera. Por último, en la Ley de reforma (Reformgesetz) de 15 de septiembre de 1537 las materias que anteriormente se impartían en el Poetenkolleg ya aparecen como cátedras de la Facultad de Artes.

## Instituciones humanísticas posteriores
El Poetenkolleg de Viena precedió a otras instituciones humanísticas similares que en décadas posteriores se fundaron al Norte de los Alpes.
En 1518 se fundó en la Universidad de Lovaina el Collegium trilingue (o Collegium Buslidianum) como resultado de la ejecución del testamento de Jerónimo de Busleyden.
En 1530 se fundó por en París el Collège de France iniciado por Guillaume Budé.
En 1539/40 una institución denominada Collegium trilingue se fundó por el obispo Johann Fabri en la zona de Viena que posteriormente se denominó Nikolauskirche.
No debe descartarse la posible influencia en estas instituciones de las creadas anteriormente en universidades españolas, particularmente el Colegio Mayor de San Ildefonso fundado en 1499 por Cisneros en Alcalá de Henares y que se considera una de las más importantes muestras de reforma universitaria humanística del Renacimiento (uno de sus espacios se denomina precisamente "Patio Trilingüe", y una de sus producciones más ambiciosas fue la Biblia políglota complutense); o el llamado "Colegio Trilingüe" de la Universidad de Salamanca, fundado en 1511.